# Ugo Grassi
Ugo Grassi (Napoli, 13 ottobre 1964) è un giurista e politico italiano, senatore della Repubblica nella XVIII legislatura della Repubblica Italiana.

## Biografia
Nato il 13 ottobre 1964 a Napoli, vive ad Avellino; si è laureato in Giurisprudenza all'Università degli Studi di Napoli Federico II.
Professore ordinario, ha ricoperto il ruolo di direttore del Dipartimento di Giurisprudenza dell'Università degli Studi di Napoli "Parthenope", ed è titolare della cattedra di Istituzioni di Diritto privato nello stesso ateneo.

### Attività politica
Alle elezioni politiche del 2018 viene candidato al Senato della Repubblica nel collegio uninominale Campania - 03 (Avellino), nella lista del Movimento 5 Stelle (M5S), venendo eletto senatore con il 43,87% dei voti sconfiggendo i candidati del centro-destra, in quota Noi con l'Italia - UDC, Giuseppe Galati (28,34%) e del centro-sinistra, in quota PD, Luigi Famiglietti (20,86%).
Il 12 dicembre 2019, dopo aver espresso il proprio dissenso sulla posizione del M5S in merito al MES e aver votato contro la risoluzione della maggioranza, aderisce alla Lega per Salvini Premier insieme ai colleghi di partito Stefano Lucidi e Francesco Urraro, motivando la sua scelta perché "Non mi è stata data la possibilità di dare il mio contributo".
È tra i 64 firmatari (due soli della Lega) per il referendum confermativo sulla riduzione dei parlamentari, firma apposta quando era ancora iscritto al gruppo del M5S.
È vicepresidente del Consiglio di garanzia del Senato e il 19 maggio 2020, confermando la decisione della Commissione contenziosa, vota a favore della restituzione dell'assegno vitalizio a Roberto Formigoni, così annullando la delibera Grasso-Boldrini del 2015.
Il 18 maggio 2022 abbandona la Lega per iscriversi al gruppo misto del Senato, per poi aderire il 6 giugno alla componente di Italia al Centro di Giovanni Toti, decidendo successivamente di non ricandidarsi alle elezioni politiche anticipate del 25 settembre 2022.

## Vita privata
È sposato con Romana Capaldo, notaia, figlia del sindaco di Atripalda Gerardo Capaldo e nipote del banchiere ed economista Pellegrino Capaldo.